# Herna

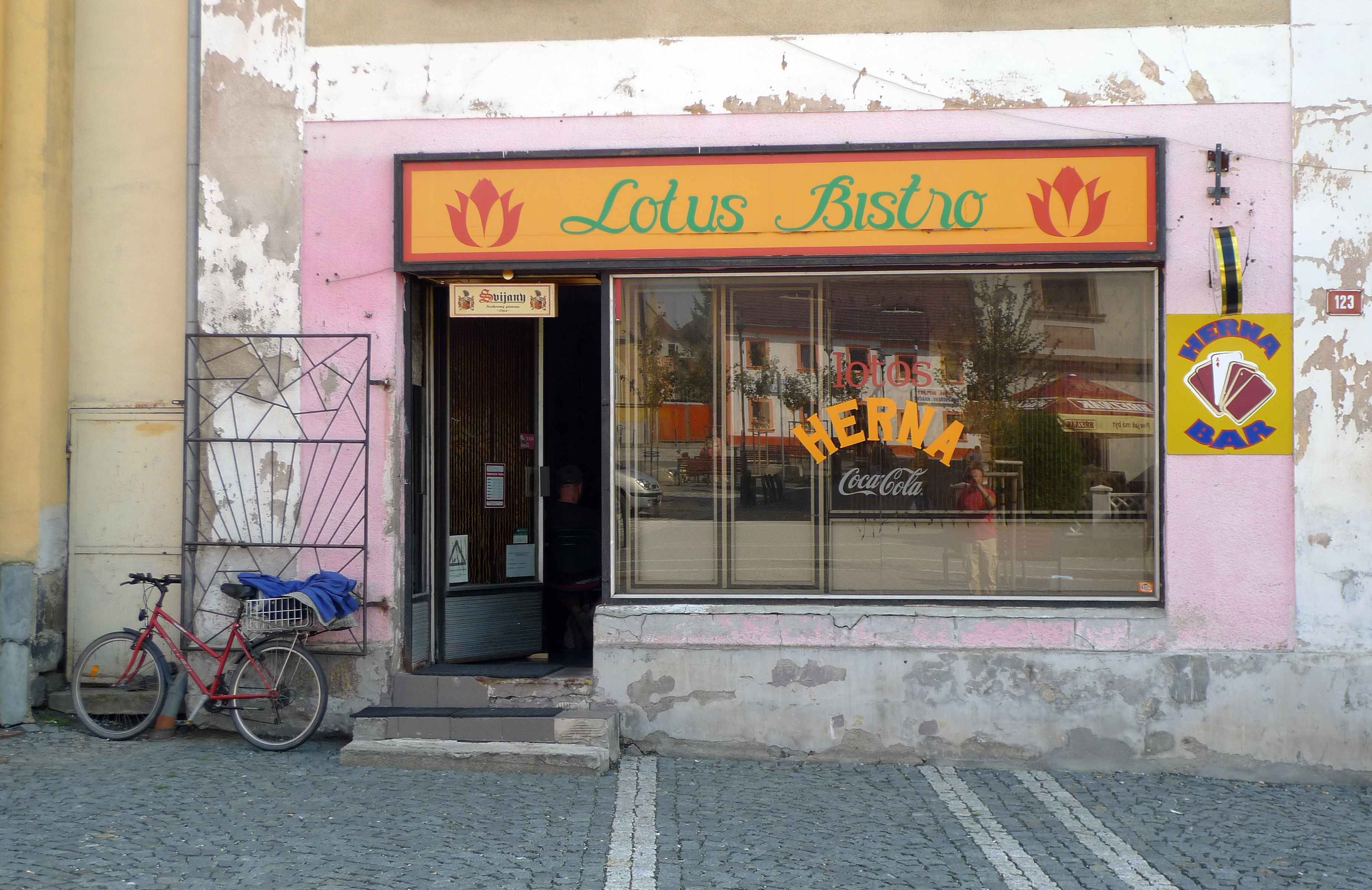
Herna Lotos v Hrádku nad Nisou

Herna je obecné označení pro krytý prostor, kde se hraje nějaká hra. Může tak být označena například místnost určená pro hry dětí ve školní družině, dětském domově či v mateřské škole apod. Jako herna může být označena i specializovaná místnost určená pro hraní společenských či karetních her.

## Hazardní hry
V současné době se ale toto označení nejčastěji vyskytuje zejména v souvislosti s prostory, kde je poskytována možnost využívat hrací automaty a podobná hazardní zařízení.
Ve většině zemí jsou herny nepřístupné pro osoby, které nedosáhly plnoletosti.